# 阿爾伯斯 (伊利諾伊州)
阿爾伯斯（英語：Albers）是位於美國伊利諾伊州克林頓縣的一個村落。

## 地理
阿爾伯斯的座標為38°38′41″N 89°36′59″W / 38.64472°N 89.61639°W，而該地最高點為海拔高度133米（即436英尺）。

## 人口
根據2010年美國人口普查的數據，阿爾伯斯的面積為2.19平方千米，當中陸地面積為2.19平方千米，而水域面積為0.00平方千米。當地共有人口1190人，而人口密度為每平方千米543人。